# Bernadette Groison
Bernadette Groison, née le 26 juillet 1961, est une syndicaliste enseignante française. Elle est secrétaire générale de la Fédération syndicale unitaire (FSU) de 2010 à 2019.

## Biographie

### Études et profession
Née le 26 juillet 1961, Bernadette Groison est diplômée de l'Institut d'études politiques de Lyon en 1984, puis titulaire d'une maîtrise de sciences politiques à l'Université Lyon III. Elle est admise au concours de l'école normale d'instituteurs de Dijon dans la Côte-d'Or en 1988. 
Elle est intégrée en 1990 dans le corps des professeurs des écoles. Elle enseigne alors à Dijon, puis en région parisienne, à Montrouge, en 2007,. C'est à se moment là qu'elle reprend ses études.
En 2009, elle obtient un master « Éducation tout au long de la vie » à l'université Paris-VIII,,.

### Activité syndicale
Militante syndicale depuis 1989, elle rejoint en 1993 l'équipe nationale du Syndicat national unitaire des instituteurs, professeurs des écoles et PEGC (SNUipp) en 1993, dont elle est co-secrétaire de 2004 à 2007.
Le 5 février 2010, elle succède à Gérard Aschieri comme secrétaire générale de la Fédération syndicale unitaire (FSU). C'est la première fois qu'une femme professeure des écoles exerce, seule, cette fonction au sein de la FSU,.
Elle est réélue en 2013 lors du 7e congrès national du syndicat et pour un troisième mandat en 2016.
Elle est remplacée en décembre 2019 par Benoît Teste.
Depuis 2015, elle est membre du Conseil économique, social et environnemental (CESE). En 2023 et 2024, elle est membre du jury du prix littéraire du CESE présidé par Erik Orsenna et Véronique Olmi puis Régine Hatchondo, directrice  du Centre National du Livre. De mai 2023 à juin 2024, elle travaille sur la saisine Réussite à l'école, réussite de l'école.

### Prises de positions
Durant son mandat, elle a géré la mise en application des accords de Bercy de 2008, notamment lors de la préparation des décrets d'application. 
En 2014, elle publie, aux éditions de l'Atelier, l'essai En finir avec les idées fausses sur les fonctionnaires et la fonction publique. Ce livre parait juste avant les élections professionnelles à une époque où son autrice espère qu'il concourra à permettre à son syndicat de regagner sa place de leader pour la fonction publique d'état, position perdue au profit de Force Ouvrière. Il présente 83 thèses, à l'attention des fonctionnaires et de la société civile et dénonce le « Fonctionnaire bashing ». Agnès Verdier-Molinié, essayiste ultra-libérale, conteste certaines de ses thèses. Les deux opposantes ont eu l'occasion de défendre leurs positions lors d'un débat portant sur la réforme du statut des fonctionnaires. Cet ouvrage, le premier de la collection, lui a valu d'être interviewée sur le sujet des effectifs dans la fonction publique en France dans les années qui ont suivi. Il a été réédité en 2023.
En 2016, elle prend position contre la loi El Khomri et le plafonnement des indemnités prud'homales, ce qui lui vaut les railleries de l'essayiste libéral Eric Verhaeghe dans le Figaro : « C'est bien connu ! les enseignants que représente la FSU sont tous menacés de prud'hommes, de licenciements, et de toutes ces choses inapplicables ou presque au statut des fonctionnaires ! ».
Le 14 Janvier 2019, elle appelle à une journée de grève pour s'opposer au projet de loi de transformation de la fonction publique qui prévoit un recours plus important aux contractuels. Selon elle, ce n'est pas en recourant à ce type de personnel que l'état augmentera l'attractivité des métiers de la fonction publique et inciterait plutôt les intéressés « à partir ». En mars 2019, elle explique le boycott quasi-général de la table ronde organisée par l'exécutif sur le sujet par les « désaccords profonds, notamment quant au recours aux contrats privés, à la rémunération au mérite ».

## Distinctions
- Chevalière de la Légion d'honneur (2023)[26]

## Publications
- En finir avec les idées fausses sur les fonctionnaires et la fonction publique, Ivry-sur-Seine, Les Éditions de l'Atelier - Éditions ouvrières, 2014  (ISBN 978-2-84950-311-9)[27]